# Shadow Man (album)
Albums de Johnny Clegg & Savuka
Third World Child
(1987) Cruel, Crazy, Beautiful World
(1989)
Singles
Shadow Man est le second album du groupe sud-africain Johnny Clegg & Savuka, produit par Hilton Rosenthal et sorti en 1988, qui permit à Johnny Clegg, dont c'est la dixième album, d'entreprendre une tournée mondiale en partageant la scène entre autres avec Steve Winwood aux États-Unis et George Michael au Canada.

## Liste de pistes
| 1.    | Human Rainbow              | Johnny Clegg                   | 04:24 |
| 2.    | Talk to the People         | Johnny Clegg                   | 03:58 |
| 3.    | Too Early for the Sky      | Johnny Clegg                   | 04:23 |
| 4.    | I Call Your Name           | Johnny Clegg                   | 04:01 |
| 5.    | Take My Heart Away         | Johnny Clegg                   | 04:15 |
| 6.    | The Waiting                | Johnny Clegg                   | 04:59 |
| 7.    | African Shadow Man         | Johnny Clegg, Keith Hutchinson | 04:28 |
| 8.    | Dance Across the Centuries | Johnny Clegg, Keith Hutchinson | 03:53 |
| 9.    | Joey Don't Do It           | Johnny Clegg                   | 03:29 |
| 10.   | Siyayilanda                | Johnny Clegg                   | 04:14 |
| 42:07 |                            |                                |       |

## Groupe
- Johnny Clegg – chant, guitare
- Steve Mabuso – claviers, choriste
- Keith Hutchinson – claviers, saxophone, flûte
- Derek de Beer – batterie, percussion, choriste
- Solly Letwaba – guitare basse, choriste
- Dudu Zulu – percussion
- Mandisa Dlanga – choriste
- Deborah Fraser – choriste
- Marilyn Nokwe – choriste
- Beaulah Hashe – choriste